# Bonen
Bonen est une ancienne commune française du département des Côtes-d'Armor en région Bretagne.

## Histoire
Commune créée à partir de Plouguernével en 1892, puis réunie à Rostrenen en 1970,.

### Ancien Régime
Bonen était l'une des trois trèves dépendant de la paroisse de Plouguernével.

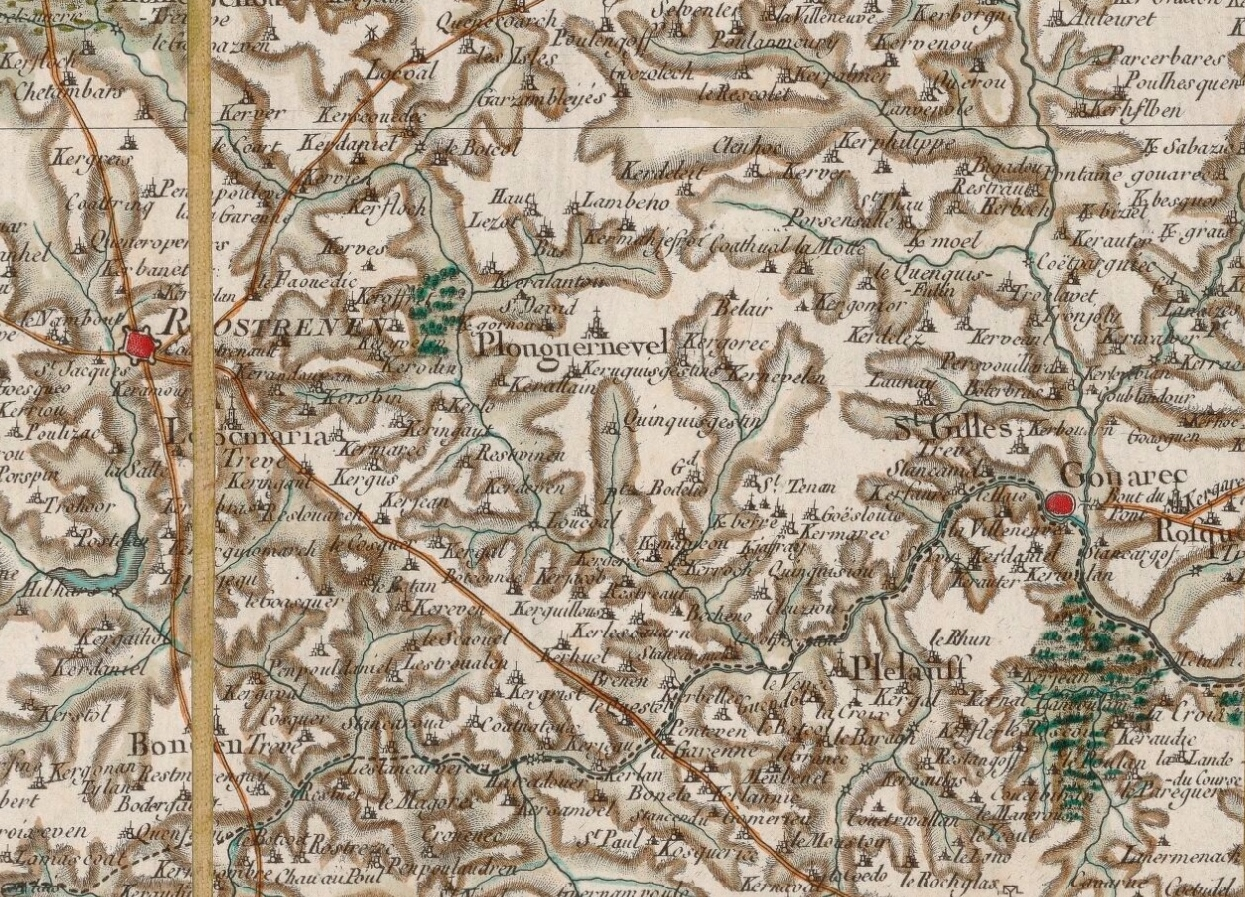
Carte de Cassini de la paroisse de Plouguernével et de ses trèves : Bonen, Locmaria, Saint-Gilles (Gouarec) datant de 1787.

### LeXIXesiècle
Le Journal officiel de la République française du 29 novembre 1892 annonce la création de la commune de Bonen, incluant l'ancienne trève de Locmaria, par séparation de celle de Plouguernével dont elle faisait jusque-là partie.

### Le XXe siècle

#### Les guerres du XXe siècle
Le monument aux Morts porte les noms de 53 soldats morts pour la Patrie :
- 46 sont morts durant la Première Guerre mondiale.
- 7 sont morts durant la Seconde Guerre mondiale.

## Administration
| Période                                  | Période | Identité        | Étiquette | Qualité |
| ---------------------------------------- | ------- | --------------- | --------- | ------- |
| 1893                                     | 1900    | Jean Le Flohic  |           |         |
| 1945                                     | 1961    | Pierre Le Ménec |           |         |
| 1961                                     | 1965    | Roger Rouillé   |           |         |
| 1965                                     | 1970    | Joel Daniel     |           |         |
| Les données manquantes sont à compléter. |         |                 |           |         |

## Démographie
| 1896 | 1901 | 1906 | 1911 | 1921 | 1926 | 1931 | 1936 | 1946 |
| ---- | ---- | ---- | ---- | ---- | ---- | ---- | ---- | ---- |
| 872  | 908  | 905  | 903  | 873  | 832  | 796  | 707  | 758  |

| 1954 | 1962 | 1968 | - | - | - | - | - | - |
| ---- | ---- | ---- | - | - | - | - | - | - |
| 626  | 571  | 570  | - | - | - | - | - | - |

## Lieux et monuments
- Église Saint-Claude
- Monument aux morts

## Personnalités liées à la commune
- Philomène Cadoret (1892-1923), couturière et poétesse
- Manu Kerjean (1913-1997), chanteur breton
- Patrice Le Nepvou de Carfort (1925-2010), médecin général des armées, grand officier de la Légion d'honneur et grand-croix de l'ordre national du Mérite